# Émanville (Eure)
Émanville és un municipi francès situat al departament de l'Eure i a la regió de Normandia. L'any 2007 tenia 533 habitants.

## Demografia

### Població
El 2007 la població de fet d'Émanville era de 533 persones. Hi havia 192 famílies, de les quals 35 eren unipersonals (4 homes vivint sols i 31 dones vivint soles), 51 parelles sense fills, 94 parelles amb fills i 12 famílies monoparentals amb fills.
La població ha evolucionat segons el següent gràfic:
Habitants censats

### Habitatges
El 2007 hi havia 219 habitatges, 196 eren l'habitatge principal de la família, 13 eren segones residències i 10 estaven desocupats. Tots els 219 habitatges eren cases. Dels 196 habitatges principals, 159 estaven ocupats pels seus propietaris, 35 estaven llogats i ocupats pels llogaters i 1 estava cedit a títol gratuït; 3 tenien dues cambres, 24 en tenien tres, 61 en tenien quatre i 108 en tenien cinc o més. 112 habitatges disposaven pel capbaix d'una plaça de pàrquing. A 90 habitatges hi havia un automòbil i a 92 n'hi havia dos o més.

### Piràmide de població
La piràmide de població per edats i sexe el 2009 era:
| Homes | Edats   | Dones |
| ----- | ------- | ----- |
| 0     | 95 o +  | 0     |
| 0     | 90 a 94 | 8     |
| 0     | 85 a 89 | 8     |
| 0     | 80 a 84 | 4     |
| 8     | 75 a 79 | 4     |
| 0     | 70 a 74 | 4     |
| 4     | 65 a 69 | 4     |
| 16    | 60 a 64 | 8     |
| 12    | 55 a 59 | 12    |
| 16    | 50 a 54 | 12    |
| 20    | 45 a 49 | 20    |
| 24    | 40 a 44 | 24    |
| 8     | 35 a 39 | 8     |
| 24    | 30 a 34 | 8     |
| 12    | 25 a 29 | 24    |
| 20    | 20 a 24 | 20    |
| 8     | 15 a 19 | 12    |
| 8     | 10 a 14 | 16    |
| 16    | 5 a 9   | 12    |
| 16    | 0 a 4   | 4     |

## Economia
El 2007 la població en edat de treballar era de 347 persones, 272 eren actives i 75 eren inactives. De les 272 persones actives 256 estaven ocupades (137 homes i 119 dones) i 16 estaven aturades (5 homes i 11 dones). De les 75 persones inactives 27 estaven jubilades, 23 estaven estudiant i 25 estaven classificades com a «altres inactius».

### Ingressos
El 2009 a Émanville hi havia 193 unitats fiscals que integraven 543,5 persones, la mediana anual d'ingressos fiscals per persona era de 17.976 €.

### Activitats econòmiques
Dels 14 establiments que hi havia el 2007, 1 era d'una empresa de fabricació de material elèctric, 10 d'empreses de construcció, 1 d'una empresa de comerç i reparació d'automòbils, 1 d'una empresa de transport i 1 d'una empresa classificada com a «altres activitats de serveis».
Dels 8 establiments de servei als particulars que hi havia el 2009, 1 era un paleta, 2 guixaires pintors, 3 fusteries i 2 lampisteries.
L'únic establiment comercial que hi havia el 2009 era una carnisseria.
L'any 2000 a Émanville hi havia 21 explotacions agrícoles que ocupaven un total de 1.067 hectàrees.

## Equipaments sanitaris i escolars
El 2009 hi havia una escola elemental integrada dins d'un grup escolar amb les comunes properes formant una escola dispersa.

## Poblacions més properes
El següent diagrama mostra les poblacions més properes.